# Liste der Kulturdenkmale in Niederkaina

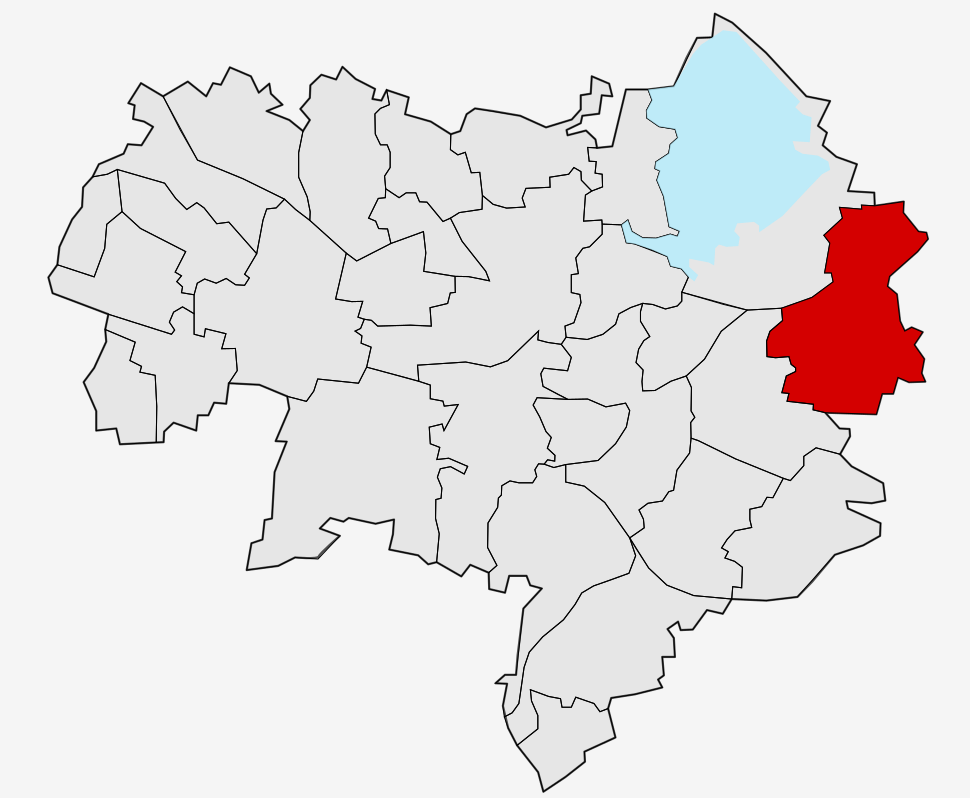
Lage von Niederkaina in Bautzen

In der Liste der Kulturdenkmale in Niederkaina sind die Kulturdenkmale des Bautzener Ortsteils Niederkaina  verzeichnet, die bis März 2018 vom Landesamt für Denkmalpflege Sachsen erfasst wurden (ohne archäologische Kulturdenkmale). Die Anmerkungen sind zu beachten.

## Liste der Kulturdenkmale in Niederkaina
| Bild                                    | Bezeichnung                                                                           | Lage                                         | Datierung                                                                | Beschreibung | ID       |
| --------------------------------------- | ------------------------------------------------------------------------------------- | -------------------------------------------- | ------------------------------------------------------------------------ | --- | -------- |
| Direkt Bild zu diesem Denkmal hochladen | Wassertrog                                                                            | Alte Dorfstraße (Ecke Am Wassertrog) (Karte) | Bezeichnet mit 1835                                                      | Granit, sozialgeschichtlich von Bedeutung, Wasserzulauf abgesägt | 09250208 |
| Direkt Bild zu diesem Denkmal hochladen | Wohnhaus                                                                              | Alte Dorfstraße 33a (Karte)                  | Um 1820/1850                                                             | Obergeschoss Fachwerk, baugeschichtlich von Bedeutung, Spitzdach, Giebel verbrettert; zum Teil sehr kleine, originale Fenster mit hölzernem Gewände | 09250210 |
| Direkt Bild zu diesem Denkmal hochladen | Wohnhaus mit Scheune                                                                  | Alte Dorfstraße 35 (Karte)                   | Um 1820/1850                                                             | Baugeschichtlich von Bedeutung, Fachwerk im Obergeschoss mit Lehmausfachung, Satteldach mit Verbretterung im Giebel, Schieferdeckung | 09250211 |
| Direkt Bild zu diesem Denkmal hochladen | Rittergut und Gutspark Niederkaina (Sachgesamtheit)                                   | Niederkainaer Straße 71 (Karte)              | Bezeichnet mit 1719 (Herrenhaus); Ende 19. Jahrhundert (Landschaftspark) | Sachgesamtheit Rittergut Niederkaina mit folgenden Einzeldenkmalen: Herrenhaus, Wirtschaftsgebäude und Gartenpavillon (siehe Obj. 09250212), Gutspark (Gartendenkmal) sowie Einfriedungsreste als Sachgesamtheitsteil; ortsgeschichtlich und landschaftsgestaltend von Bedeutung. | 09300991 |
|                                         | Herrenhaus, Wirtschaftsgebäude und Gartenpavillon (Einzeldenkmale zu ID-Nr. 09300991) | Niederkainaer Straße 71 (Karte)              | Bezeichnet mit 1719 (Herrenhaus)                                         | Einzeldenkmale der Sachgesamtheit Rittergut Niederkaina; baugeschichtlich und ortsgeschichtlich von Bedeutung. Symmetrischer Baukörper, Mittelbetonung durch Dreiecksgiebel, Risalit und Uhrenturm; rückseitig Pilastergliederung und Putzreliefs, Dreiecksgiebel; Farbglasfenster in Veranda; Wappen (bezeichnet mit 1719), seitlich kleines Wirtschaftsgebäude, vor dem Herrenhaus Pergola. Schlichtes Herrenhaus mit Walmdach und Dachreiter, um 1850. Die Fassade durch Mittelrisalit mit Dreieckgiebel und vorschwingende Anbauten im Erdgeschoss gegliedert. Zur Gartenseite Mittelrisalit mit kräftigen Pilastern, im Erdgeschoss ein dreiachsiger Vorbau mit großen Fenstern und darüberliegender Terrasse, im Obergeschoss eine Loggia. Vor dem Haus eine Pergola; seitlich ein kleines Nebengebäude sowie ein Park. | 09250212 |

## Tabellenlegende
- Bild: Bild des Kulturdenkmals, ggf. zusätzlich mit einem Link zu weiteren Fotos des Kulturdenkmals im Medienarchiv Wikimedia Commons. Wenn man auf das Kamerasymbol klickt, können Fotos zu Kulturdenkmalen aus dieser Liste hochgeladen werden:
- Bezeichnung: Denkmalgeschützte Objekte und ggf. Bauwerksname des Kulturdenkmals
- Lage: Straßenname und Hausnummer oder Flurstücknummer des Kulturdenkmals. Die Grundsortierung der Liste erfolgt nach dieser Adresse. Der Link (Karte) führt zu verschiedenen Kartendiensten mit der Position des Kulturdenkmals. Fehlt dieser Link, wurden die Koordinaten noch nicht eingetragen. Sind diese bekannt, können sie über ein Tool mit einer Kartenansicht einfach nachgetragen werden. In dieser Kartenansicht sind Kulturdenkmale ohne Koordinaten mit einem roten bzw. orangen Marker dargestellt und können durch Verschieben auf die richtige Position in der Karte mit Koordinaten versehen werden. Kulturdenkmale ohne Bild sind an einem blauen bzw. roten Marker erkennbar.
- Datierung: Baubeginn, Fertigstellung, Datum der Erstnennung oder grobe zeitliche Einordnung entsprechend des Eintrags in der sächsischen Denkmaldatenbank
- Beschreibung: Kurzcharakteristik des Kulturdenkmals entsprechend des Eintrags in der sächsischen Denkmaldatenbank, ggf. ergänzt durch die dort nur selten veröffentlichten Erfassungstexte oder zusätzliche Informationen
- ID: Vom Landesamt für Denkmalpflege Sachsen vergebene, das Kulturdenkmal eindeutig identifizierende Objekt-Nummer. Der Link führt zum PDF-Denkmaldokument des Landesamtes für Denkmalpflege Sachsen. Bei ehemaligen Kulturdenkmalen können die Objektnummern unbekannt sein und deshalb fehlen bzw. die Links von aus der Datenbank entfernten Objektnummern ins Leere führen. Ein ggf. vorhandenes Icon  führt zu den Angaben des Kulturdenkmals bei Wikidata.

## Ausführliche Denkmaltexte
1. ↑  Beschreibung des Gartendenkmals Gutspark Niederkaina (Silke Epple, 19. August 2008):

Geschichte: Von 1589 bis 1625 im Besitz der Stadt Bautzen, 1719 im Besitz  des  Bautzener Bürgermeisters  Caspar  Christian  Hübsch (Wappen  über  dem  Eingang des Herrenhauses), 1813 altes Rittergut niedergebrannt, 1842 an Eduard Hetzer verkauft, 1843 Errichtung des heute vorhandenen Herrenhauses, 1910 Umbau.
  - Bauliche Schutzgüter:
    - Gebäude:  Herrenhaus (Einzeldenkmal) erbaut 1719, Umbau 1850, Wirtschaftsgebäude (Einzeldenkmal)
    - Einfriedung:  mit verputzter Ziegelmauer eingefriedeter Vorhof-Bereich östlich des Herrenhauses

  - Erschließung:
    - Zugänge: portalartige Zufahrt und Zugang aus verputztem Ziegelmauer mit Ziegelabdeckung nördlich des  Herrenhauses, Torflügel verschwunden
    - Wegesystem: Wege kaum noch erkennbar

  - Gartenbauten: achteckiger Gartenpavillon (Einzeldenkmal) im östlich des Herrenhauses gelegenen Vorhof
  - Wasserelemente: Gutspark grenzt im Westen an den Albrechtsbach, ehemals im Park gelegene Teiche sind verschwunden, heute nur noch große Wiesenfläche vorhanden
  - Vegetation: Altbaumbestand vorhanden, u. a. mächtige Silber-Ahorn (Acer saccharinum), Rot-Eiche (Quercus robur)
  - Störfaktor: Spielplatz im Westen des Parks